# Percy Aguilar
Percy Aguilar (Cusco, 14 de enero de 1965) es un exfutbolista peruano. Se desempeñaba en la posición de delantero. Es el máximo goleador histórico del Cienciano del Cusco con 76 tantos.
En 1994 participó en 2 partidos con la selección peruana de fútbol en el marco de la Copa Miami 1994 anotando un gol ante la selección de Honduras. Jugó la mayor parte de su carrera en Cienciano teniendo un breve paso por Ciclista Lima en la temporada 1994.

## Clubes
| Club           | País        | Año         |
| -------------- | ----------- | ----------- |
| Alfonso Ugarte | Perú        | 1986 - 1987 |
| Cienciano      | Perú        | 1988 - 1993 |
| Alianza FC     | El Salvador | 1993        |
| Ciclista Lima  | Perú        | 1994 - 1995 |
| Cienciano      | Perú        | 1996 - 1997 |